# Estación de Gavá
Estación de Gavá vasútállomás Spanyolországban, Gavà településen a Madrid–Barcelona-vasútvonalon. Része Barcelona elővárosi vasúti közlekedésének, a Rodalies Barcelonának.

## Kapcsolódó állomások
A vasútállomáshoz az alábbi állomások vannak a legközelebb:
- Estación de Viladecans (Granollers Centre railway station, Rodalies de Barcelona 2-es vonal)
- Estación de Casteldefels (Estación de Casteldefels, Rodalies de Barcelona 2-es vonal)
- Estación de Viladecans (Barcelona-Estación de Francia, líne R2 sud)
- Estación de Casteldefels (Estació de Sant Vicenç de Calders, líne R2 sud)